# Muhammad al-Senussi
Sayyid Muhammad al-Rida bin Sayyid Hasan al-Rida al-Mahdi al-Senussi (nacido el 20 de octubre de 1962) es hijo del difunto príncipe heredero del Reino de Libia Sayyid Hasan al-Senussi (sobrino del rey Idris de Libia), y de la princesa Fawzia bint Tahir. Nacido en Trípoli, Sayyid Muhammad es el actual jefe de la Casa Real libia y pretendiente a la Corona de Libia.

## Biografía
El coronel Muammar al-Gaddafi derrocó a su tío abuelo el rey Idris I de Libia y a su padre, el príncipe heredero, el 1 de septiembre de 1969 en la Revolución de Al Fateh. Gadafi detuvo a la Familia Real y los mantuvo bajo arresto domiciliario. En 1982 su casa fue destruida, junto con otras pertenencias y la familia se mudó a una choza en la playa.
En 1988, se les permitió emigrar al Reino Unido. Muhammad al-Senussi recibió su educación en el Reino Unido. 
El 18 de junio de 1992, fue nombrado heredero por su padre para sucederle en la muerte como el Príncipe Heredero y Jefe de la Casa Real de Libia.
Durante la Rebelión en Libia de 2011, el príncipe Muhammad envió sus condolencias "a los héroes que han dado su vida, asesinados por las fuerzas brutales de Gadafi" y pidió a la comunidad internacional "poner fin a todo el apoyo para el dictador, con efecto inmediato." Finalmente, Gadafi fue ejecutado el día del cumpleaños del heredero.

## Citas
El regreso de la monarquía a Libia no es una prioridad, pero Naciones Unidas - que avaló la constitución de Libia después de la independencia - debe intervenir y restablecer la Constitución, para celebrar elecciones libres y que el pueblo decida qué sistema prefiere."

El pueblo libio ha optado por desafiar pacíficamente este régimen hasta que desaparezca de Libia, y la gente no va a regresar a sus hogares hasta que se haga justicia... [ellos] han alzado sus voces en Benghazi y Trípoli y todas las otras ciudades de Libia. Ellos han logrado que todo el mundo les escuche... La lucha [de Gaddafi] para mantenerse en el poder no durará mucho tiempo, debido al deseo de libertad del pueblo libio. Esta gran revolución popular saldrá victoriosa finalmente, gracias a la unidad del pueblo libio."

## Ancestros
|  | |  |  |  |  |  |  |  |  |  |  |  |  |  |  |  |
|  | 16. Sayyid Muhammad bin Ali al-Sanussi al-Khattabi al-Mujahiri al-Idrisi al-Hasani, I Gran Sanussi |  |  |  |  |  |  |  |  |  |  |  |  |  |  |  |
|  | |  |  |  |  |  |  |  |  |  |  |  |  |  |  |  |
|  | |  |  |  |  |  |  |  |  |  |  |  |  |  |  |  |
|  | 8. Sayyid Muhammad al-Mahdi bin Sayyid Muhammad al-Sanussi, II Gran Sanussi                        |  |  |  |  |  |  |  |  |  |  |  |  |  |  |  |
|  | |  |  |  |  |  |  |  |  |  |  |  |  |  |  |  |
|  | |  |  |  |  |  |  |  |  |  |  |  |  |  |  |  |
|  | 17. Fatima bint Ahmad bin Farajallah al-Fituri                                                     |  |  |  |  |  |  |  |  |  |  |  |  |  |  |  |
|  | |  |  |  |  |  |  |  |  |  |  |  |  |  |  |  |
|  | |  |  |  |  |  |  |  |  |  |  |  |  |  |  |  |
|  | 4. Sayyid Muhammad al-Rida Pasha, Príncipe Heredero de Libia                                       |  |  |  |  |  |  |  |  |  |  |  |  |  |  |  |
|  | |  |  |  |  |  |  |  |  |  |  |  |  |  |  |  |
|  | |  |  |  |  |  |  |  |  |  |  |  |  |  |  |  |
|  | 18. Muqarrib al-Barasa                                                                             |  |  |  |  |  |  |  |  |  |  |  |  |  |  |  |
|  | |  |  |  |  |  |  |  |  |  |  |  |  |  |  |  |
|  | |  |  |  |  |  |  |  |  |  |  |  |  |  |  |  |
|  | 9. Aisha bint Muqarrib al-Barasa                                                                   |  |  |  |  |  |  |  |  |  |  |  |  |  |  |  |
|  | |  |  |  |  |  |  |  |  |  |  |  |  |  |  |  |
|  | |  |  |  |  |  |  |  |  |  |  |  |  |  |  |  |
|  | 2. Hasan al-Sanussi, Príncipe Heredero de Libia                                                    |  |  |  |  |  |  |  |  |  |  |  |  |  |  |  |
|  | |  |  |  |  |  |  |  |  |  |  |  |  |  |  |  |
|  | |  |  |  |  |  |  |  |  |  |  |  |  |  |  |  |
|  | 5. Imbaraika al-Fallatiyya                                                                         |  |  |  |  |  |  |  |  |  |  |  |  |  |  |  |
|  | |  |  |  |  |  |  |  |  |  |  |  |  |  |  |  |
|  | |  |  |  |  |  |  |  |  |  |  |  |  |  |  |  |
|  | 1. Mohammed al-Sanussi                                                                             |  |  |  |  |  |  |  |  |  |  |  |  |  |  |  |
|  | |  |  |  |  |  |  |  |  |  |  |  |  |  |  |  |
|  | |  |  |  |  |  |  |  |  |  |  |  |  |  |  |  |
|  | 6. Jeque Tahir Bakir, Gobernador de Tripolitania                                                   |  |  |  |  |  |  |  |  |  |  |  |  |  |  |  |
|  | |  |  |  |  |  |  |  |  |  |  |  |  |  |  |  |
|  | |  |  |  |  |  |  |  |  |  |  |  |  |  |  |  |
|  | 3. Jequesa Fawzia bint Tahir                                                                       |  |  |  |  |  |  |  |  |  |  |  |  |  |  |  |
|  | |  |  |  |  |  |  |  |  |  |  |  |  |  |  |  |
|  | |  |  |  |  |  |  |  |  |  |  |  |  |  |  |  |